# 宇佐道路
宇佐道路（うさどうろ）は、大分県宇佐市の国道10号バイパスである。北大道路の一部を構成している。自動車専用道路であるが全線が無料で通行できる。
中津バイパス（一般道・無料）と宇佐別府道路（東九州自動車道に並行する自動車専用道路・有料）を結ぶ道路として建設された経緯から、道路標識上では「宇佐別府道路」の一部として案内されており、かつては宇佐ICで宇佐別府道路本線と直結していた。その後、東九州自動車道の北九州方面が開通したときに宇佐ICの位置が大分方面へ1.5 km移動し、ランプウェイを介して東九州自動車道北九州方面と宇佐別府道路へ分岐接続する構造に変更された。

## 概要
- 起点：大分県宇佐市大字山下字猿渡前1225番地5
- 終点：大分県宇佐市大字山本字糸永397番地3
- 全長：4.9km
- 規格：第1種第3級および第4種第1級
- 道路幅員：20.5m
- 車線数：4車線（暫定2車線）

## 沿革
- 1993年3月 - 全線開通。

## インターチェンジなど
| IC番号                                               | 施設名     | 接続路線名                                      | 北九州から (km) | 備考 | 所在地 |
| ---------------------------------------------------- | ---------- | ----------------------------------------------- | --------------- | ---- | ------ |
| 国道10号（中津バイパス） 北九州・中津方面            |            |                                                 |                 |      |        |
|                                                      | 山下交差点 | 大分県道660号山袋久々姥線 国道10号 宇佐市街方面 | 73.8            |      | 宇佐市 |
|                                                      | 四日市IC   | 大分県道44号宇佐本耶馬溪線                      | 76.2            |      | 宇佐市 |
| [ 注釈 1 ]                                           | 宇佐IC     | 大分県道625号宇佐インター線                     | 78.2            |      | 宇佐市 |
| E10 東九州自動車道（大分方面は国道10号宇佐別府道路） |            |                                                 |                 |      |        |